# تشارلي بلاكويل
تشارلي بلاكويل (بالإنجليزية: Charlie Blackwell)‏ هو لاعب كرة قاعدة أمريكي، ولد في 12 ديسمبر 1894، وتوفي في 22 أبريل 1935.

## وصلات خارجية
- تشارلي بلاكويل على موقعبيزبول رفرنس.كوم (الدوري الرئيسي) (الإنجليزية)
- تشارلي بلاكويل على موقعبيزبول رفرنس.كوم (الدوري الثانوي) (الإنجليزية)